# Pendimethalin
Pendimethalin ist ein Wirkstoff zum Pflanzenschutz und eine chemische Verbindung aus der Gruppe der Dinitroaniline.

## Gewinnung und Darstellung
Pendimethalin kann ausgehend von o-Xylol durch Reaktion mit Salpetersäure gewonnen werden. Bei der Reaktion entstehen die beiden möglichen Regioisomere des Nitroxylols. Durch die Umsetzung des 4-Nitro-m-xylols mit 3-Pentanon und Wasserstoff wird das sekundäre Amin erhalten, welches erneut mit Salpetersäure zum Pendimethalin nitriert wird.
Neuere Synthesen starten mit 4-Nitro-o-xylol.

## Eigenschaften
Pendimethalin tritt in zwei polymorphen Kristallformen auf. Das Polymorph I bildet orangefarbene Kristalle und bildet ein triklines Kristallgitter mit der Raumgruppe P1 (Raumgruppen-Nr. 1) aus. Das Polymorph II bildet hellgelbe Kristalle und existiert in einem monoklinen Kristallgitter mit der Raumgruppe P21/c (Nr. 14). Polymorph I ist bei Raumtemperatur die thermodynamisch stabile Form. Die Verbindung ist praktisch unlöslich in Wasser. Sie ist stabil im pH-Wert-Bereich von 4 bis 9.

## Verwendung

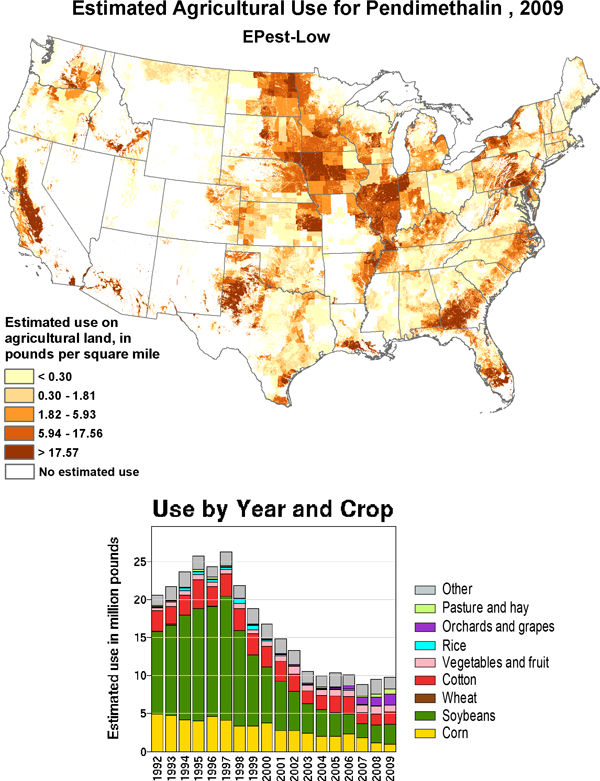
Geschätzte Ausbringungsmenge in den USA 2009

Pendimethalin wird als Wirkstoff in Pflanzenschutzmitteln verwendet. Es wird von American Cyanamid hergestellt und z. B. unter den Handelsnamen Stomp, Sitradol und Prowl vertrieben. Es wird als selektives Herbizid gegen die meisten einjährigen Gräser und breitblättrige Unkräuter bei Wintergetreide, Mais, Kartoffeln, Reis, Baumwolle, Sojabohnen, Tabak, Erdnüssen und Sonnenblumen verwendet. Es wird sowohl im Vorauflauf als auch im frühen Nachauflauf eingesetzt. Die Wirkung beruht auf der Hemmung der Bildung von Mikrotubuli und der Zellteilung sowie der Störung der Ausrichtung von Mikrofibrillen.
In den USA wurden 2009 über 4000 t verbraucht. Nach Angaben des Umweltinstituts München e. V. wurden 2022 in Deutschland 770 Tonnen verbraucht.
In einer Studie, die Belastungen von Baumrinden durch Pestizide in Deutschland untersuchte, konnte die Verbindung in 87 % der Standortproben festgestellt werden. Es war das in der Studie am häufigsten festgestellte Pestizid. Der Ferntransport von Kilometern entfernten Nachbaräckern führte in der Vergangenheit dazu, dass biologisch angebauter Fenchel mit Rückständen von Pendimethalin und Prosulfocarb belastet waren, wodurch eine Verarbeitung in Babynahrung nicht möglich war. Auch in Grünkohl fanden sich Rückstände der beiden Verbindungen.

## Zulassung
In vielen Staaten der EU, so auch in Deutschland und Österreich, sowie in der Schweiz sind Pflanzenschutzmittel mit diesem Wirkstoff zugelassen. Das Europäische Arzneibuch legt als Grenzwert für Pendimethalin-Rückstände in pflanzlichen Drogen 0,5 mg·kg−1 fest.